# Penionomus dyali
Penionomus dyali là một loài nhện trong họ Salticidae.
Loài này thuộc chi Penionomus. Penionomus dyali được Carl Friedrich Roewer miêu tả năm 1951.